# La Vèze
La Vèze är en kommun i departementet Doubs i regionen Bourgogne-Franche-Comté i östra Frankrike. Kommunen ligger i kantonen Besançon-Sud som tillhör arrondissementet Besançon. År 2022 hade La Vèze 495 invånare.

## Befolkningsutveckling
Antalet invånare i kommunen La Vèze
Referens:INSEE